# Yevgueni Koshkarov
Yevgueni Koshkarov –en ruso, Евгений Кошкаров– (1982) es un deportista ruso que compitió en natación, en la modalidad de aguas abiertas.
Ganó dos medallas en el Campeonato Mundial de Natación, oro en 2002 y bronce en 2004, y tres medallas en el Campeonato Europeo de Natación, en los años 2002 y 2004.

## Palmarés internacional
| Campeonato Mundial | Campeonato Mundial      | Campeonato Mundial | Campeonato Mundial |
| Año                | Lugar                   | Medalla            | Prueba             |
| ------------------ | ----------------------- | ------------------ | ------------------ |
| 2002               | Sharm el-Sheij (Egipto) | Medalla de oro     | 10 km              |
| 2004               | Dubái (EAU)             | Medalla de bronce  | 25 km              |
| Campeonato Europeo |                         |                    |                    |
| Año                | Lugar                   | Medalla            | Prueba             |
| 2002               | Berlín (Alemania)       | Medalla de plata   | 10 km              |
| 2004               | Madrid (España)         | Medalla de oro     | 10 km              |
| 2004               | Madrid (España)         | Medalla de oro     | 25 km              |